# Stephens County, Georgia
Stephens County är ett administrativt område i delstaten Georgia, USA, med 26 175 invånare (2010). Den administrativa huvudorten (county seat) är Toccoa.

## Geografi
Enligt United States Census Bureau har countyt en total area på 477 km². 464 km² av den arean är land och 13 km² är vatten.

### Angränsande countyn
- Oconee County, South Carolina - nord
- Franklin County - syd
- Banks County - sydväst
- Habersham County - väst
- Rabun County - nord